# Wilhelm Winkler (Archivar)
Wilhelm Winkler (* 29. Mai 1893 in München; † 5. Oktober 1958 ebenda) war ein deutscher Archivar und Generaldirektor der Staatlichen Archive Bayerns.

## Leben
Winkler besuchte von 1902 bis 1911 das humanistische Gymnasium in Mannheim. Anschließend studierte er an der Universität München, verbrachte das Sommersemester 1913 in Bonn und reichte 1915 seine Doktorarbeit Herzog Albrecht V. von Bayern und die sogenannte Adelsverschwörung von 1563/64 bei Erich Marcks in München ein. Ab 1915 war er Soldat im Ersten Weltkrieg und von 1917 bis 1920 war er in französischer Kriegsgefangenschaft. Nach dem Abschluss seiner Promotion war er ab 1922 Assessor am Bayerischen Hauptstaatsarchiv, ab 1926 als Staatsarchivrat. 1944 erlebte er die Zerstörung der Münchner Residenz und des von ihm betreuten Geheimen Hausarchivs. Er war damit beschäftigt, die Verluste mit einer Verlustliste zu kartieren.
Zu seinen Aufgaben nach dem Krieg gehörte die Neuorganisation des bayerischen Archivwesens. Von 1947 bis 1958 war er (bis 1948 nur kommissarisch) Generaldirektor der Staatlichen Archive Bayerns. Nachdem auch das Archiv- und Bibliotheksgebäude in der Ludwigstraße 16 im Krieg zerstört worden war, setzte er durch, dass das Hauptstaatsarchiv im Gebäude Arcisstraße 12, einem der sogenannten Führerbauten, untergebracht werden konnte. Als Mitglied der Kommission für bayerische Landesgeschichte (KBL) erreichte er, dass die Herausgabe des Historischen Atlas von Bayern durch die KBL in Verbindung mit der Bayerischen Archivverwaltung und dem Bayerischen Landesvermessungsamt erfolgte. Von 1953 bis 1957 war er Vorsitzender des Vereins deutscher Archivare. Winkler verstarb am 5. Oktober 1958 an einem Herzinfarkt. Die geplante Verleihung des Bayerischen Verdienstordens erlebte er nicht mehr.
Seit 1911 war er Mitglied der katholischen Studentenverbindung KDStV Aenania München im CV und später wurde er noch ehrenhalber Mitglied der KDStV Ferdinandea Prag im CV.

## Schriften
- Der Briefwechsel zwischen König Ludwig I. von Bayern und Johann Schraudolph über die Ausmalung des Domes zu Speyer. In: Kaiserdom und Liebfrauenmünster zu Speyer. Beiträge zum Domjubiläum 1030-1930. Dombauverein, Speyer 1930, S. 123–140.
- (Hrsg.): Pfälzer Geschichtsatlas. Pfälz. Ges. zur Förderg d. Wissenschaften, Neustadt a.d. Haardt 1935.

- Die Lage der bayerischen Staatsarchive. In: Zeitschrift für Bayerische Landesgeschichte, Bd. 15 (1949), S. 217–224.
- Der Internationale Archivrat und die deutschen Archivare. In: Der Archivar. Mitteilungsblatt für deutsches Archivwesen, Jg. 10 (1957), H. 3, S. 161–164.

## Festschrift
- Otto Schottenloher (Hrsg.): Bayern, Staat und Kirche, Land und Reich. Forschungen zur bayerischen Geschichte vornehmlich im 19. Jahrhundert; Wilhelm Winkler zum Gedächtnis (= Archiv und Wissenschaft, Bd. 3). Zink, München 1961.